# Puhdistus (filme)
Puhdistus é um filme de drama finlandês de 2012 dirigido e escrito por Antti Jokinen. Foi selecionado como representante da Finlândia à edição do Oscar 2013, organizada pela Academia de Artes e Ciências Cinematográficas.

## Elenco
- Laura Birn - Aliide Truu (jovem)
- Liisi Tandefelt - Aliide Truu (velho)
- Amanda Pilke - Zara
- Peter Franzén - Hans Pekk
- Krista Kosonen - Ingel
- Tommi Korpela - Martin Truu
- Kristjan Sarv - Paša
- Jarmo Mäkinen - Lavrenti
- Jaanika Arum - Katia